# جوني بيرك (مغني)
جوني بيرك هو كاتب مسرحي ومغني وكاتب أغاني وشاعر كندي، ولد في 1851 في سانت جونز في كندا، وتوفي بنفس المكان في 9 أغسطس 1930.

## وصلات خارجية
- جوني بيرك على موقع ميوزك برينز (الإنجليزية)
- جوني بيرك على موقع ديسكوغز (الإنجليزية)